# Jean Boutier
Pour les articles homonymes, voir Boutier.
Jean Boutier, né à Tulle (Corrèze) le 26 mars 1953, est un historien français, directeur d'études à l'École des hautes études en sciences sociales, membre du Centre Norbert Elias.

## Biographie
Reçu à l'École normale supérieure, rue d'Ulm, à Paris en 1974 dans la section des lettres, il effectue ses premières recherches sous la direction d'Emmanuel Le Roy Ladurie, professeur au Collège de France, recherches consacrées à la paysannerie française au moment de la Révolution française, avant d'entreprendre une thèse de doctorat sur la noblesse de la ville de Florence à l'époque moderne (XVIe - XVIIIe siècles) sous la direction de Maurice Aymard, directeur d'études à l'École des hautes études en sciences sociales (EHESS) ; il la soutient en janvier 1988.
Il entre en 1982 comme attaché de recherches documentaires au département des cartes et plans de la Bibliothèque nationale de France. Il y conduit les premiers travaux qui l'amèneront, vingt ans plus tard, à la publication de Plans de Paris. Étude, cartobibliographie et catalogue collectif.
En octobre 1984, il devient membre de l'École française de Rome et y poursuit ses travaux sur les aristocraties italiennes à l'époque moderne et sur la Florence des Médicis. C'est dans ces années qu'il conduit également, en collaboration avec Philippe Boutry, l'enquête sur les sociétés politiques de la France révolutionnaire, où la « sociabilité », dérivée des travaux de Maurice Agulhon, et reprise également par ceux de Daniel Roche et de Michel Vovelle, devient un puissant instrument d'analyse des formes de la politisation durant les premières années de la Révolution. L'enquête s'appuie aussi sur les processus d'« acculturation » politique, notion issue des travaux anthropologiques et de la proposition d'Alphonse Dupront. Il obtient en 1987 un des Jean Monnet Fellowships de l'Institut universitaire européen de Florence.
En 1989, il est nommé maître de conférences à l'université Michel de Montaigne Bordeaux-III. Il rejoint en 1993 l'EHESS, où il est actuellement directeur d'études, au pôle régional de Marseille.
Fulbrigt scholar à l'université Cornell au printemps 2001, il a été visiting professor sur la chaire Marc Bloch à l'université Humboldt de Berlin en 2008, ainsi que visiting scholar à l'université du Michigan (Ann Arbor, Michigan, États-Unis) en 2015. En 2009, il est invité comme fellow au Jawaharlal Nehru Institute of Advanced Study à New Delhi (Inde).
Il poursuit ses recherches sur l'Italie de la première modernité, et plus spécifiquement sur les pratiques aristocratiques et les formes d'organisation de la vie intellectuelle dans les principales capitales des États de la péninsule. Ses travaux les plus récents manifestent un intérêt soutenu pour une histoire comparée des sociétés européennes, où il reprend, à partir de l'étude des noblesses, l'ample projet qu'avait présenté le médiéviste Marc Bloch en 1928. Il développe cette approche comparatiste dans des travaux consacrés d'une part aux transformations culturelles qu'entraîne la pratique de plus en plus répandue du voyage d'éducation dans les aristocraties de l'Ancien Régime, voyage plus connu sous le nom de « Grand Tour », et d'autre part aux formes et aux dynamiques des échanges intellectuels qui organisent à l'époque moderne de complexes espaces savants trans-frontières; dans ce cadre, il a proposé une approche critique de la notion de « République des Lettres » qu'il considère à la fois comme une « société virtuelle » et une « construction imaginaire ».
De 1995 à 2000, il est rédacteur en chef de la revue Enquête. Anthropologie, Histoire, Sociologie, consacrée à l'épistémologie pratique des sciences sociales et éditée par les éditions Parenthèses à Marseille. Il est membre du comité scientifique de la collection qui a succédé à la revue et est désormais éditée par les éditions de l'EHESS. 
En 2002, il est nommé directeur du SHADyC (Sociologie, Histoire et Anthropologie des Dynamiques Culturelles), un des centres de recherche du pôle régional de Marseille de l'EHESS. À partir de janvier 2010, le SHADyC devient Centre Norbert Elias, et réunit des chercheurs et enseignants chercheurs de l'EHESS, du CNRS, d'Avignon Université et d'Aix-Marseille Université. Il dirige le Centre jusqu'en décembre 2011.
Membre à titre étranger de la Deputazione toscana di storia patria, « socio straniero » de l'Accademia dell'Arcadia, il est membre du comité de rédaction ou du comité scientifique de plusieurs revues et collections françaises et italiennes (Enquête. Anthroplogie, Histoire, Sociologie, Paris; Archivio Storico Italiano, Richerche Storiche et Annali di storia di Firenze, Florence ; Storia e Storie del Mediterraneo, Catane ; Mediterranea, Bari ; Bollettino storico pisano, Pise ; Viaggiatori, revue en ligne…). 
Depuis 2013, il est membre du comité d'orientation scientifique du musée des Civilisations de l'Europe et de la Méditerranée (Mucem) à Marseille.

### Prix Étienne-Baluze
En 2007, il crée le prix Étienne-Baluze d'histoire locale européenne, avec l'aide de la Société des amis du musée du Cloître de Tulle. Un jury international d'historiens, présidé par Daniel Roche, professeur au Collège de France, décerne le premier prix à l'historienne italienne Beatrice Palmero. Le second prix est décerné le 13 mai 2010 à l'historienne britannique Alison Carol. Le 3e prix, placé sous le haut patronage du président de la République et remis publiquement à Tulle le 18 janvier 2013, est attribué à Rahul Markovits.
Le prix est relancé en 2023 et attribué, dans le cadre de la Biennale européenne d'histoire locale, à l'historien italien Daniele Ognibene pour une thèse sur le transit des épices à Bologne à la fin du Moyen Âge, soutenue à l'université de Lausanne (Suisse).

### Biennale européenne d'histoire locale
En octobre 2018, il lance le projet d'une Biennale européenne d'histoire locale, dont la première édition, prévue à Tulle (Corrèze) en septembre 2020 et reportée en raison de la crise sanitaire, a lieu les 10, 11 et 12 septembre 2021 sur le thème « Les années 50 en Europe ». 
Le seconde édition, consacrée à « Boire et manger localement. Histoires de terroirs », se tient les 13, 14 et 15 octobre 2023,.

### Vie privée
Il est marié à l'historienne indienne Arundhati Virmani. Ils ont deux filles, Anya et Indira.

## Principales publications
- Un tour de France royal. Le voyage de Charles IX, 1564-1566, Paris, Aubier, 1984 (en collaboration avec Alain Dewerpe et Daniel Nordman)
- Léonard, Marie, Jean et les autres. Les prénoms en Limousin depuis un millénaire, Paris, Éditions du CNRS, 1984 (avec Louis Pérouas, Bernadette Barrière, Jean-Claude Peyronnet et Jean Tricard)
- Campagnes en émois. Révoltes et révolution en Bas-Limousin, 1789-1800, Treignac, Éditions des Monédières, 1987; 2e éd. revue et augmentée, 1989
- La Noblesse florentine à l'époque moderne. Anatomie d'une noblesse urbaine, XVIe-XVIIIe siècles, Lille, atelier de reproduction des thèses, 1988
- Croyances, pouvoirs et sociétés. Études offertes à Louis Pérouas, Treignac, Éditions des Monédières, 1988 (coédité avec Michel Cassan et Nicole Lemaitre)
- Révolution en Limousin. Actes du colloque de Limoges, 10-11 mars 1989. Avant-propos de Robert Savy. Préface de François Lebrun, Treignac, Éditions des Monédières, 1989 (coédité avec Michel Cassan, Paul d'Hollander et Bernard Pommaret)
- Les Sociétés politiques, Atlas historique de la Révolution française, vol. 6, Paris, Éditions de l'École des hautes études en sciences sociales, 1992 (en collaboration avec Philippe Boutry et Serge Bonin)
- Documents d'Histoire moderne, du milieu du XVIIe siècle à la fin du XVIIIe siècle (coédité avec Nicole Dyonet, Alain Cailly, et al.), Talence, Presses de l'université de Bordeaux, 1992
- Les Imprimés du Limousin, 1788-1799, Limoges, Rencontre des Historiens du Limousin-PULIM, 1994 (codirigé avec Michel Cassan)
- Passés recomposés. Champs et chantiers de l'histoire aujourd'hui, Paris, Autrement, 1995 (coédité avec Dominique Julia) (traduction brésilienne, Rio de Janeiro, 1997)
- Les Plans de Paris des origines (1493) à la fin du XVIIIe siècle. Étude, cartobibliographie et catalogue collectif, Paris, Éditions de la Bibliothèque nationale de France, 2002 ; 2e éd. revue et augmentée, 2007 (avec la collaboration de Marine Sibille et Jean-Yves Sarazin) (prix de Bibliographie 2003 du Syndicat national de la librairie ancienne et moderne – SLAM)
- Florence et la Toscane. Les dynamiques politiques d'un état italien, XIVe-XIXe siècle, Rennes, Presses universitaires de Rennes, 2004 (coédité avec Sandro Landi et Olivier Rouchon) (réédité en 2006 et 2007)
- Atlas de l'Histoire de France (dirigé par Jean Boutier), Paris, Autrement, vol. 1, 2005, Le Moyen Âge, par Olivier Guyotjeannin ; vol. 2, 2006, Les Temps modernes, XVIe-XIXe siècles, par Jean Boutier; vol. 3, 2007, L'époque contemporaine, par Gilles Pécout
- Rome, Naples et Florence. Une histoire comparée des milieux intellectuels italiens (XVIIe-XVIIIe siècles), Rome, École française de Rome, 2005 (coédité avec Brigitte Marin et Antonella Romano)
- Qu'est-ce qu'une discipline?, Paris, Éditions de l'EHESS, 2006 (coédité avec Jean-Claude Passeron et Jacques Revel)
- Stephanus Baluzius Tutelensis. Étienne Baluze (1630-1718), un savant tullois à l'époque de Louis XIV, Tulle, Éditions de la Rue Mémoire, 2007
- Étienne Baluze, 1630-1718. Érudition et pouvoirs dans l'Europe classique. Actes du colloque de Tulle, octobre 2006, Limoges, Presses de l'Université de Limoges (PULIM), 2008
- La Politique par correspondance. Les usages politiques de la lettre en Italie, XIIIe-XVIIIe siècle, Rennes, Presses universitaires de Rennes, 2009 (coédité avec Sandro Landi et Olivier Rouchon)
- Firenze e la Toscana. Genesi e metamorfosi di uno stato italiano, Florence, Mandragora, 2010 (coédité avec Sandro Landi et Olivier Rouchon ; édition corrigée et mise à jour de l'édition française de l'ouvrage, parue initialement en 2004)
- Grand Atlas de l'Histoire de France (dirigé par Jean Boutier ; avec Olivier Guyotjeannin et Gilles Pécout), Paris, Autrement, 2011
- Voyageurs étrangers à la cour de France, 1589-1789: regards croisés, Rennes, Presses universitaires de Rennes, 2014 (coédité avec Caroline zum Kolk, Bernd Klesmann et François Moureau)
- Florence (1250-1530): la réinvention de la politique, numéro thématique de la Revue française de Sciences politiques, LXIV, no 6, 2014 (codirigé avec Yves Sintomer)
- Traduction de Edward P. Thompson, Les Usages de la coutume. Traditions et résistances populaires en Angleterre, XVIIe-XIXe siècles, Paris, coll. « Hautes Études », Le Seuil-Gallimard-Éditions de l’École des hautes études en sciences sociales, 2015 (avec Arundhati Virmani) (édition originale, Customs in Common, Londres, Merlin Press, 1991)
- Archives épistolaires, numéro thématique de la Bibliothèque de l'Ecole des Chartes, n° de 2013, publié en 2016 (coédité avec Emmanuelle Chapron)
- Antonio Magliabechi nell’Europa dei saperi, Pise, Edizioni della Scuola Normale Superiore, 2017 (coédité avec Maria Pia Paoli et Corrado Viola)
- Diplomazie formali e diplomazie informali nella penisola italiana (secc. XV-XVIII), in Ricerche storiche, XLIX, 1, janvier-avril 2019
- Marseille l’Italienne. Histoires d’une passion séculaire, Arles, Arnaud Bizalion Editeur, 2021 (coédité avec Stéphane Mourlane) (prix des Marseillais 2021 – 29e Carré des écrivains du Comité du Vieux-Marseille)
- Tulle années 1950. Une petite ville en France, préface d’Alain Corbin, Tulle, Éditions de la Rue Mémoire, 2021 (coédité avec Xavier Badefort)
- Le Temps des Italies (XIIe – XIXe siècle), Paris, Passés/Composés – Rome, École française de Rome, 2023 (co-dirigé avec Sandro Landi et Jean-Claude Waquet) (prix du maréchal de Villars – grand prix historique de Provence de l'académie des sciences, lettres et beaux-arts de Marseille 2023)
- Dizionario storico delle accademia toscane, t. 1, Firenze, Pise, Pacini Editori, 2024 (co-dirigé avec Maria-Pia Paoli et Claudia Tarallo)